# Ophthalmis milete
Ophthalmis milete är en fjärilsart som beskrevs av Pieter Cramer 1775. Ophthalmis milete ingår i släktet Ophthalmis och familjen nattflyn. Inga underarter finns listade i Catalogue of Life.

## Bildgalleri

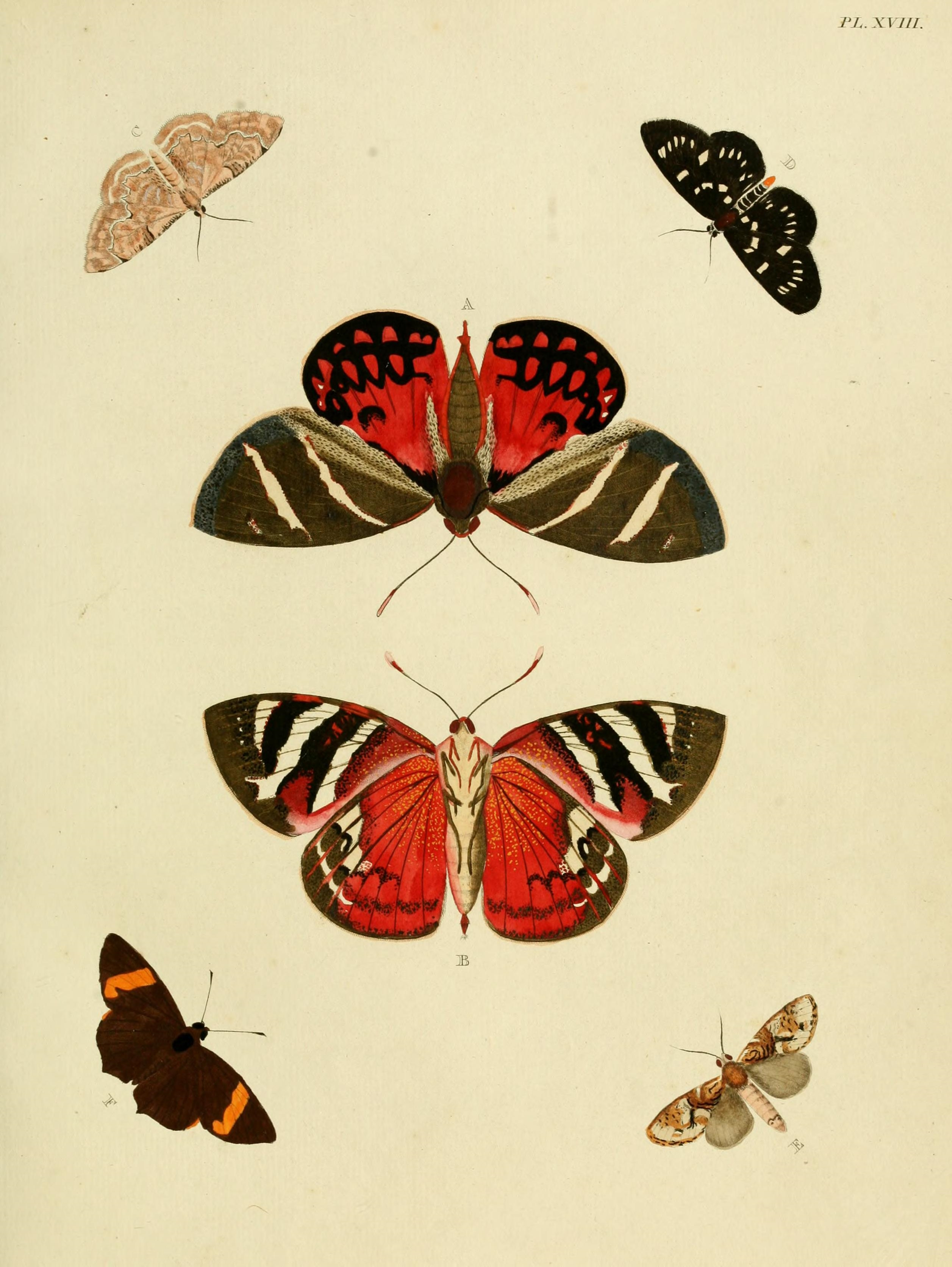